# South of the Border (canção de Robbie Williams)
"South of the Border" é uma canção escrita por Robbie Williams e Guy Chambers, gravada pelo cantor Robbie Williams.
É o terceiro single do álbum de estreia lançado a 29 de Setembro de 1997, Life thru a Lens.